# Вебер, Пауль (карикатурист)
Пауль Андреас Вебер (нем. Andreas Paul Weber; 1 ноября 1893, Арнштадт — 9 ноября 1980, Шретстакен) — немецкий художник и литограф, известный карикатурист. Один из наиболее талантливых рисовальщиков и граверов своего поколения. Занимался политической карикатурой. За свою карьеру создал более 200 картин, более 1500 иллюстраций и около 3000 литографий.

## Биография
Окончил среднюю школу в Арнштадте, а затем в течение короткого времени учился в Художественном училище в Эрфурте. В 1908—1914 гг. участвовал в молодёжном движении Юнг-Вандерфогель (Jungwandervogel) и даже совершил велосипедное турне через всю Германию. В это время появляются его первые литографии. Во время Первой мировой войны был призван в армию, создавал рисунки для солдатской газеты. Около 40 его ранних карандашных рисунков, гуашей и акварелей были опубликованы в то время в Лейпцигской иллюстрированной газете (Leipziger Illustrierte Zeitung). В 1920 женится на Тони Кландер (Toni Klander), с которой у них будет впоследствии пятеро детей. В начале 1920-х годов работает в разнообразных газетах, а уже в 1925 основывает собственный издательский дом Клан-Прессе (Clan-Presse). В 1927—1928 гг. сближается с коммунистическими кругами и с 1929 года начинает сотрудничать с журналом «Сопротивление» (Widerstand), в 1930 году став так же его соиздателем. В этом журнале появляется около 120 его рисунков, в которых не столько превозносится прусский социализм, сколько высмеиваются его главные «враги»: церковь, капиталисты, буржуазия, трусливые консерваторы итд. Так же критикует Гитлера как слишком «западного» и «римского» (то есть обладающего имперскими амбициями). В 1932 году вышел знаменитый памфлет Эрнста Никиша «Гитлер — погибель Германии» («Hitler — ein deutsches Verhängnis»). Неудивительно, что уже в декабре 1934 года, вскоре после прихода последнего к власти, журнал «Сопротивление» перестал печататься.
Отношения Пауля Вебера с фашистским режимом были довольно сложными и совсем неоднозначными. С 1936 года он работает для Гамбургского объединения графиков, основанном бывшим социал-демократом Иоганном Бёзе (Johannes Böse). Эта организация не только публикует его гравюры и рисунки, но и устраивает в 1941 и 1943 годах его персональные выставки. В то же время в 1937 он был арестован Гестапо и в июле отправлен в концентрационный лагерь, откуда, правда, его уже в декабре того же годы освободили за недостатком улик, свидетельствовавших бы против него (в то время как Эрнст Никиш, арестованный в том же году, в 1939 получил пожизненный срок). Зиму 1938—1939 года Вебер проводит в Америке, но, по-видимому, из опасения за судьбу оставшейся в Германии семьи, отказывается туда эмигрировать. Он возвращается весной 1939 в Германию, где уже в следующем, 1940 году, был запрещен к публикации первый том сборника его работ.
В 1940 г. появляются его т. н. «Британские картины» (Britische Bilder), 48 из которых были опубликованы в 1943. Эти рисунки пришлись очень по душе нацистскому руководству и приняли участие в передвижной антибританской выставке «Англия — государство грабежа» («Raubstaat England»). В 1940 г. Вебер получает государственную премию в 1000 марок, присужденную лучшим политически ангажированным художникам. В том же году он проиллюстрировал книгу «Дух солдата» («Soldatengeist»), предисловие к которой было написано самим Гиммлером и которая разошлась стотысячным тиражом. В 1944 в журнале «Действие. Боевой листок для Новой Европы» («Die Aktion. Kampfblatt für das neue Europa») появляется его серия рисунков «Левиафан» («Leviathan»), направленная против сталинского режима и большевизма. Под конец войны был призван в армию и отправлен на Восточный фронт.
После войны Вебер продолжает работать в своей излюбленной резковатой манере, создавая картины и рисунки, главным действующим лицом в которых по-прежнему выступает страх, смерть, безумие и разрушение. Продолжает критиковать буржуазию и выступает против авангарда (рисунки: «Лошади», 1957, «Авангардисты», 1957). Несмотря на это, в 1955 году он получает приз земли Шлезвиг-Гольштейн за вклад в искусство, а в 1963 — медаль имени Ганса Тома.
Целая серия работ художника выполнена на тему «Наполеон Бонапарт и шахматы».

## Послевоенные выставки
- 1949 — выставка в художественной галерее Киля
- 1951 — Бремен, Мангейм
- 1952 — Городской музей Флензбурга
- 1953 — Гамельн
- 1955 — Берлин
- 1957 — Ганновер, музей Вильгельм-Буша (Wilhelm-Busch Museum)
- 1958 — выставка художественного сообщества Кассель
- 1975 — выставка в Гамбурге
- 1978 — Бонн и Мюнстер

Умер в 1980 г. в городе Шретстакен. Урна с его прахом была захоронена в саду музея его имени в Ратцебурге (основан ещё при жизни художника, в 1973 году).